# Luc Le Masne
Luc Le Masne, né à Paris le 26 mai 1950, est un musicien compositeur et chef d’orchestre réputé défricheur inclassable. Son talent se révèle aussi bien en Jazz qu’en symphonie, en opéra, en oratorio, en musiques de danses, de théâtres et de films.
À part sa passion en musique, il a également accompli de nombreuses actions sociales, certaines sont soutenues par la Fondation de France.

## Biographie
Né à Paris dans une famille de musiciens, Luc Le Masne imprégné d’une ambiance d’un monde de musique avait révélé un don en chant et en piano pendant son enfance. À l’âge de 23 ans, étudiant en médecine, il était emporté par la passion au jazz, et devenu saxophoniste en mouvance free. L’improvisation l’a mené vers la composition, à laquelle il se consacre entièrement depuis 1980.
Fondateur du Grand Orchestre Bekummernis, big band mythique des années 1980, il a renouvelé l‘écriture pour grand orchestre de jazz, notamment par la richesse du contrepoint, mais aussi par l’ajout des instruments originaux de bois (flûtes, hautbois, clarinettes, clarinettes basses) et de percussions en nombre.
De 1975 à 1979, il fait partie du groupe Lô (Geneviève Cabanes [contrebasse], Denis Cuniot [piano], Pierre Sauvageot (Trompette], Michel Valensi [Voix, violoncelle]) avec lequel il publie deux albums: "Lô" (1977) et "Cloches Caoutchouc Hôtel des Naufragés" (1979).
En 1981, « Hommage à Fernand Léger » de Luc Le Masne à Audincourt pour le centenaire du peintre constitue la première commande de l’État dans le domaine du jazz et de la musique improvisée. Les critiques comme le public applaudissent sans réserve sa création et le talent de son orchestre. « Le sublime est atteint avec le Grand Orchestre Bekummernis du pétulant Luc Le Masne ». « Seul Luc Le Masne peut rendre une telle découverte, un tel hymne à la joie ».
En 1982, il écrit sa première œuvre symphonique, NoSi (commande du Festival d’Avignon), qui est suivie de nombreuses autres œuvres : Le Cercle de Pierres, Til C., Con Tempo, Mémoire d’Eau…
En 1990, il collabore avec le chanteur gabonais Pierre Akendengué. Il instille sa "french touch" dans l'album "Silence", qu'il arrange et produit pour Celluloid.
Il crée en 1993 le groupe Terra Nova, composé de douze très jeunes musiciens, tous devenus par la suite des artistes de renom.
En 1995, il s’installe à Veracruz (Mexique), où il écrit l’opéra « Las Marimbas del Exilio » en 2000 tourné à Mexico et en France.
En 1996, toujours très créatif, il entre dans un autre territoire en fondant le groupe vocal « Anima » pour lequel il a composé l’oratorio « Eden ».
En 1997, il s’envole pour La Havane, où il crée le grand orchestre Le Manacuba, composé de 30 musiciens français et cubains (création à Cuba en 2000, tourné en France en 2001 / 2002).
De retour en France, il écrit un programme pour marimba mexicain : « Un Français à Veracruz » et crée le groupe franco-mexicain Papaloapán en 1998 (Grande Halle de La Villette).
En 2003, il initie une chorale d’enfants « Ici Ménilmontant », et signe la musique d’une comédie musicale, « Langue de Feu », dont les textes sont écrits par les enfants (2005).
En 2008, il décide de se consacrer essentiellement à l'écriture de mélodies et crée les éditions Deluxe Melodies.
Il compose pour le Cirque Baroque,.
Luc Le Masne est :
- Titulaire de neuf commandes de l’État Français
- Chevalier des Arts et des Lettres (1985)
- Lauréat de la Villa Médicis ("Hors les Murs" - 1995)
- Prix National de la Fondation de France (2005).

## Œuvres
- Jazz « Hommage à Fernand Léger » à Audincourt pour centenaire du peintre, 1981
- Symphonie « NoSi » pour Festival d’Avignon, 1982
- Symphonie « Le Cercle de Pierres » pour le Festival de Musique Contemporaine d’Angers, 1986
- Symphonies « Con Tempo » et « Til C » pour la Radio Nationale Danoise, 1988
- Création de l'orchestre Terra Nova au Café de la Danse à Paris, 1993
- Oratorio « Eden » pour le festival "Présences" de Radio France, 1996
- Programme « Un Français à Veracruz » pour Marimba mexicain à la Grande Halle de la Villette à Paris, 1998
- Oratorio « Mémoire d’Eau » commande de l'ADIAM 95, 1998
- Opéra « Las Marimbas del Exilio » tournée à Mexico et en France, 2000
- Grand orchestre « Le Manacuba » - Création à Cuba et tournées en France en 1999 – 2002
- Comédie musicale « Langue de Feu » dont les textes sont écrits par les enfants de Ménilmontant, 2003 – 2007
- Musiques de film : L’Arbre sous la Mer (Philippe Muyl), Tendre comme le Rock (Jacques Espagne), Accroche-Cœur (Chantal Picault), A la Vitesse d’un Cheval au Galop (Fabien Onteniente), Le Vent de l’Oubli (Chantal Picault), Et Alors (Christophe Le Masne)...
- Musiques de théâtre : Le 7e Commandement, Le Jeu de l’Amour et du Hasard, Cirk’Ubu, Anatole (M. Boujenah), La Nuit…L’Étoile, Le Puits aux Images, D’Amour et d’Eau Froide, La Vie de Galilée, La Cerisaie, Le Cirque des Gueux…

## Discographie partielle
- 1982 : Hommage à Fernand Léger - Grand Orchestre Bekummernis
- 1984 : NôSí - Grand Orchestre Bekummernis
- 1986 : Le Cercle de Pierres - Grand Orchestre Bekummernis
- 1989 : TIL C. - Grand Orchestre Bekummernis
- 1993 : Danses - Orchestre Terra Nova
- 1996 : Eden - Groupe vocal Anima
- 1997 : Concerti - Orchestre Terra Nova
- 2003 : Le Manacuba (grand orchestre franco-cubain)[6]
- 2021 : Œuvres pour Orchestre / Orchestral Works (coffret rétrospective - 3 CD)